# Praha - Petřín
Praha - Petřín este o arie protejată (arie specială de conservare — SAC, sit de importanță comunitară — SCI) din Republica Cehă întinsă pe o suprafață de 52,59 ha, integral pe uscat.

## Localizare
Centrul sitului Praha - Petřín este situat la coordonatele 50°04′52″N 14°24′06″E / 50.081111°N 14.401667°E.

## Înființare
Situl Praha - Petřín a fost declarat sit de importanță comunitară în aprilie 2005 pentru a proteja 1 specie de animale. Situl a fost protejat și ca arie specială de conservare în octombrie 2013.

## Biodiversitate
Situată în ecoregiunea continentală, aria protejată nu include niciun habitat protejat.
La baza desemnării sitului se află o specie protejată de  nevertebrate: rădașcă (Lucanus cervus).